# Peckhamia americana
Peckhamia americana är en spindelart som först beskrevs av George William Peckham och Elizabeth Maria Gifford Peckham 1892.  Peckhamia americana ingår i släktet Peckhamia och familjen hoppspindlar. Inga underarter finns listade i Catalogue of Life.